# Гудлеттсвілл (Теннессі)
Гудлеттсвілл (англ. Goodlettsville) — місто (англ. city) в США, в округах Девідсон і Самнер штату Теннессі. Населення — 17 789 осіб (2020).

## Географія
Гудлеттсвілл розташований за координатами 36°19′59″ пн. ш. 86°42′15″ зх. д. / 36.33306° пн. ш. 86.70417° зх. д. (36.333030, -86.704229).  За даними Бюро перепису населення США в 2010 році місто мало площу 37,08 км², з яких 36,64 км² — суходіл та 0,44 км² — водойми.

## Демографія
Згідно з переписом 2010 року, у місті мешкала 15 921 особа в 6644 домогосподарствах у складі 4350 родин. Густота населення становила 429 осіб/км².  Було 7092 помешкання (191/км²).
Расовий склад населення:
| - 74,7 % — білих - 18,5 % — чорних або афроамериканців - 2,4 % — азіатів - 0,2 % — корінних американців - 0,1 % — вихідців з тихоокеанських островів - 1,8 % — осіб інших рас |

До двох чи більше рас належало 2,2 %. Частка іспаномовних становила 4,0 % від усіх жителів.
За віковим діапазоном населення розподілялося таким чином: 22,5 % — особи молодші 18 років, 63,2 % — особи у віці 18—64 років, 14,3 % — особи у віці 65 років та старші. Медіана віку мешканця становила 39,9 року. На 100 осіб жіночої статі у місті припадало 89,0 чоловіків;  на 100 жінок у віці від 18 років та старших — 85,0 чоловіків також старших 18 років.
Середній дохід на одне домашнє господарство  становив 68 440 доларів США (медіана — 53 763), а середній дохід на одну сім'ю — 81 979 доларів (медіана — 65 442). Медіана доходів становила 52 007 доларів для чоловіків та 34 583 долари для жінок. За межею бідності перебувало 11,9 % осіб, у тому числі 20,7 % дітей у віці до 18 років та 5,3 % осіб у віці 65 років та старших.
Цивільне працевлаштоване населення становило 8238 осіб. Основні галузі зайнятості: освіта, охорона здоров'я та соціальна допомога — 20,0 %, роздрібна торгівля — 15,3 %, науковці, спеціалісти, менеджери — 14,8 %.